# Натсвиллер
Натсвиллер (фр. Natzwiller) — коммуна на северо-востоке Франции в регионе Гранд-Эст (бывший Эльзас — Шампань — Арденны — Лотарингия), департамент Нижний Рейн, округ Мольсем, кантон Мюциг. До марта 2015 года коммуна административно входила в состав упразднённого кантона Ширмек (округ Мольсем).
Площадь коммуны — 7,29 км², население — 599 человек (2006) с тенденцией к снижению: 578 человек (2013), плотность населения — 79,3 чел/км².

## Население
Население коммуны в 2011 году составляло 589 человек, в 2012 году — 586 человек, а в 2013-м — 578 человек.
| 1962 | 1968 | 1975 | 1982 | 1990 | 1999 | 2006 | 2008 | 2011 | 2012 | 2013 |
| ---- | ---- | ---- | ---- | ---- | ---- | ---- | ---- | ---- | ---- | ---- |
| 789  | 776  | 702  | 658  | 634  | 624  | 599  | 611  | 589  | 586  | 578  |

Динамика населения:

## Экономика
В 2010 году из 377 человек трудоспособного возраста (от 15 до 64 лет) 297 были экономически активными, 80 — неактивными (показатель активности 78,8 %, в 1999 году — 67,7 %). Из 297 активных трудоспособных жителей работали 267 человек (140 мужчин и 127 женщин), 30 числились безработными (13 мужчин и 17 женщин). Среди 80 трудоспособных неактивных граждан 22 были учениками либо студентами, 42 — пенсионерами, а ещё 16 — были неактивны в силу других причин.

## Достопримечательности (фотогалерея)

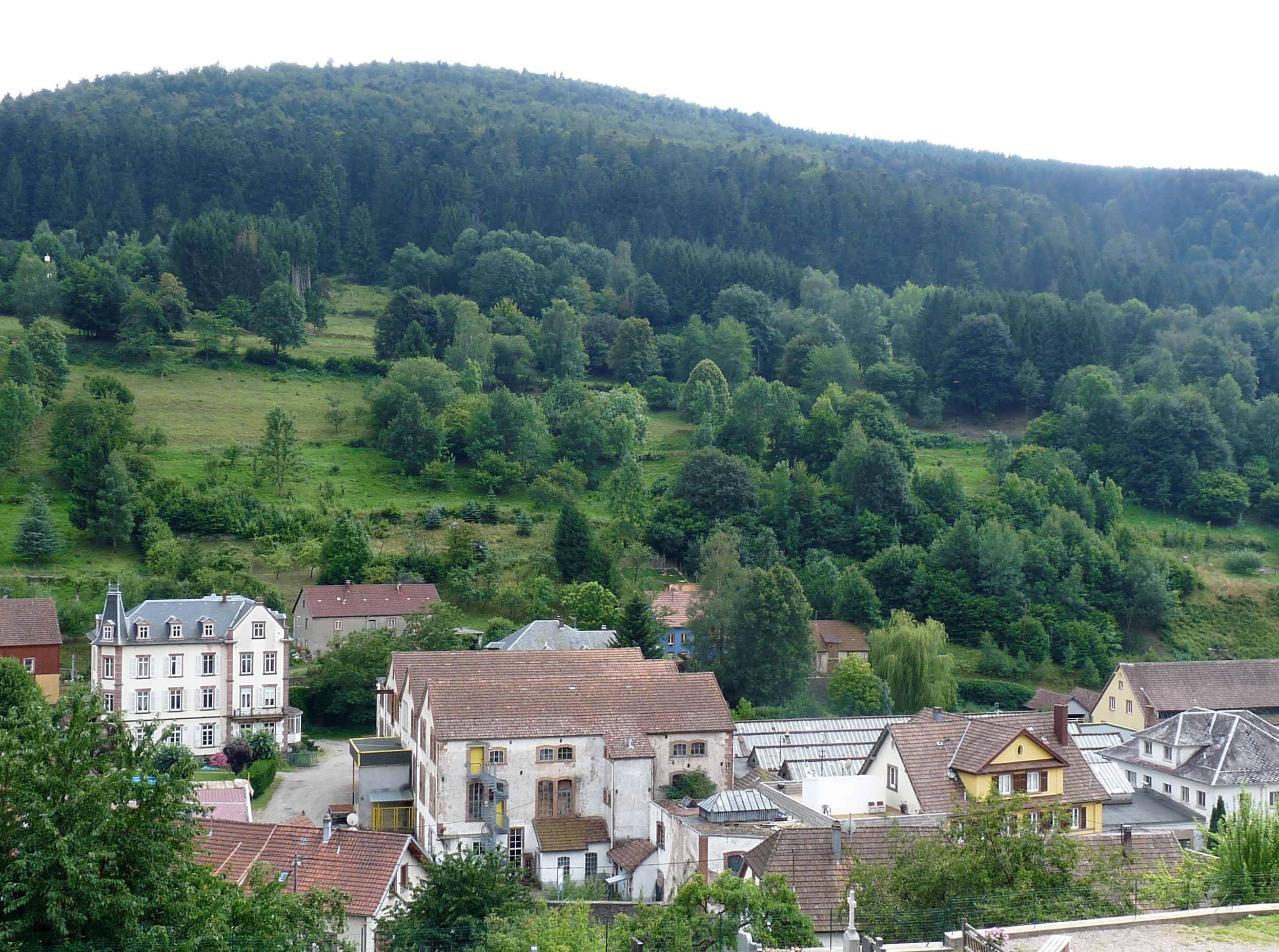
Вид на коммуну
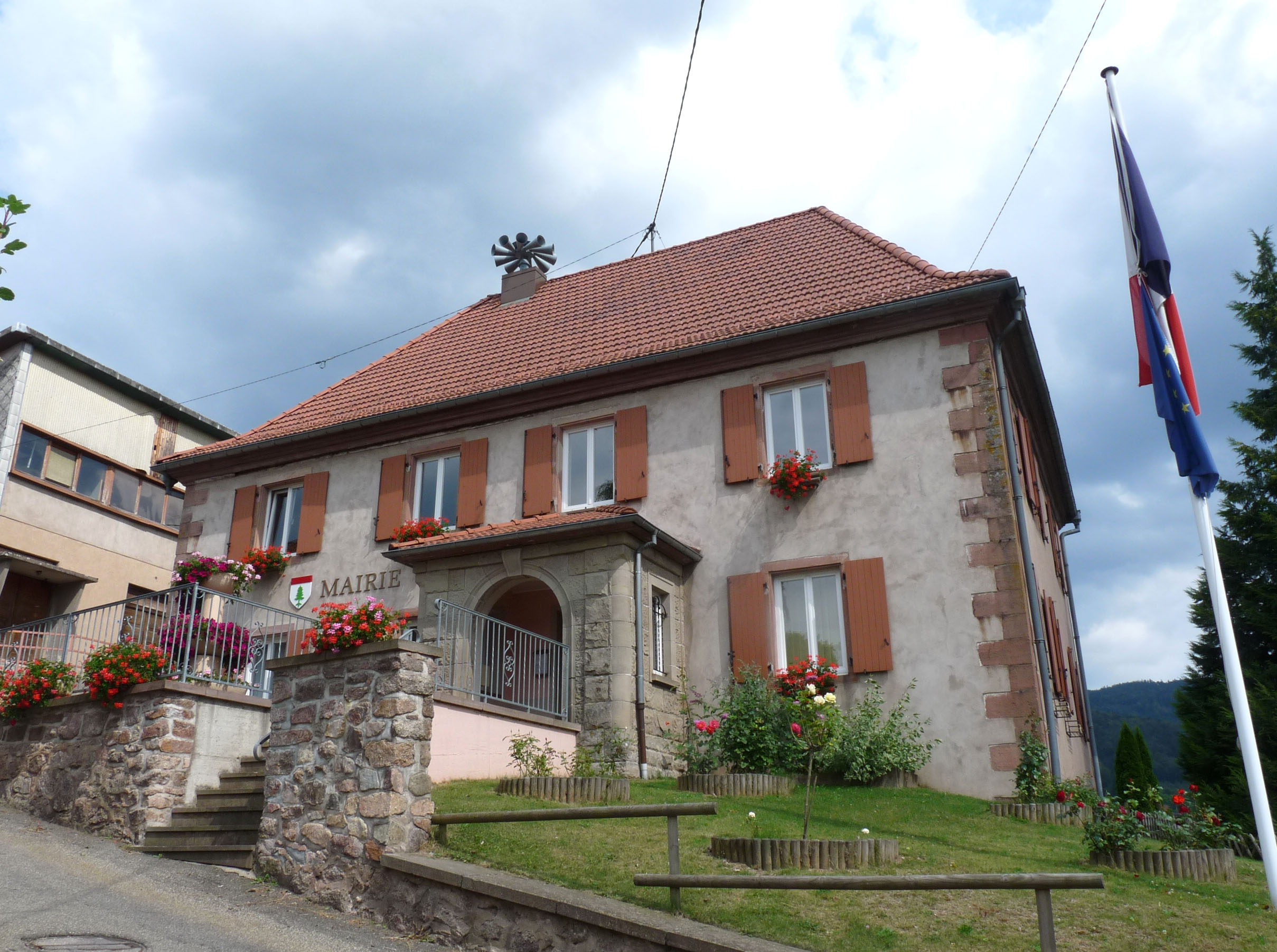
Здание мэрии
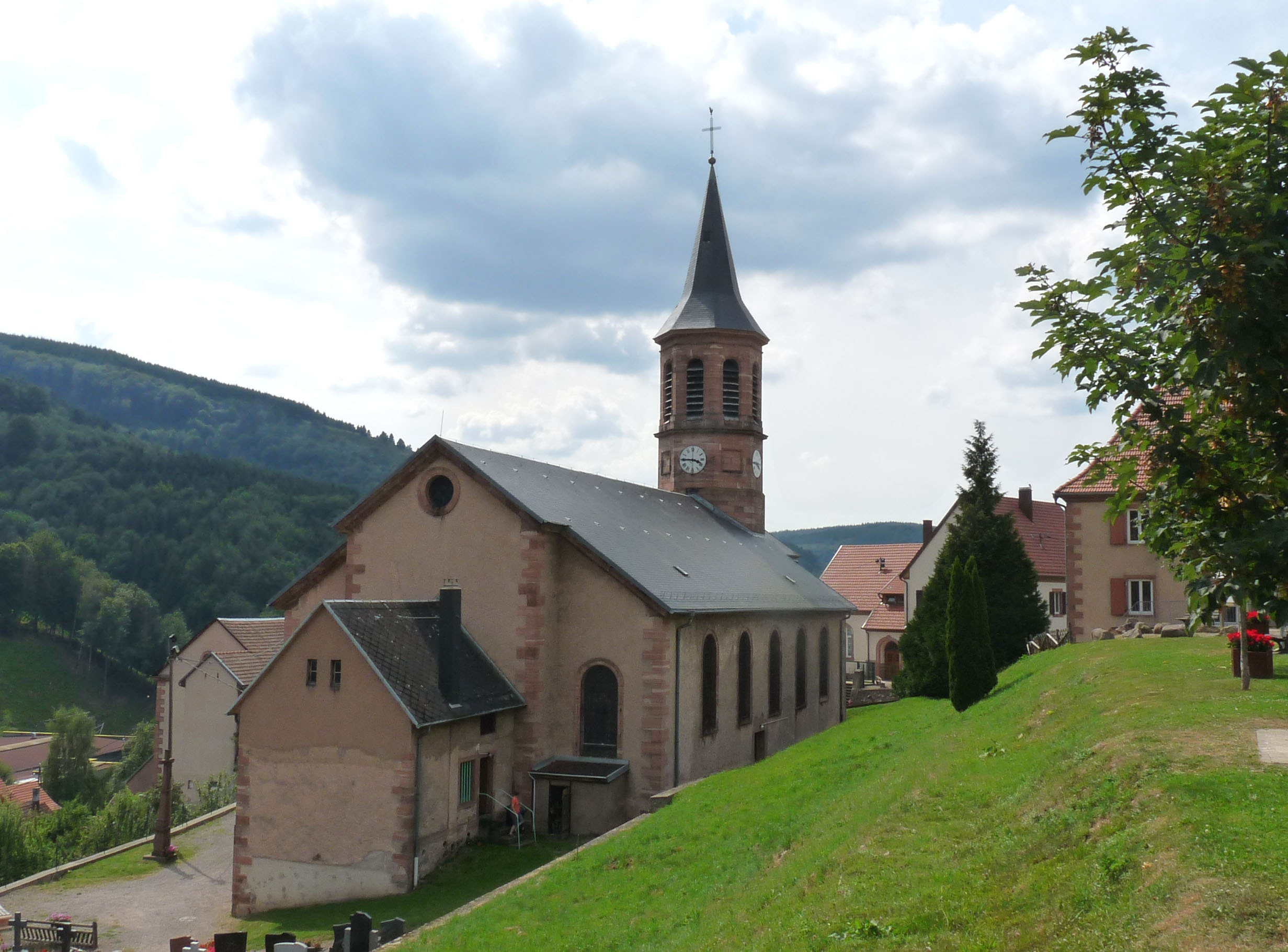
Церковь
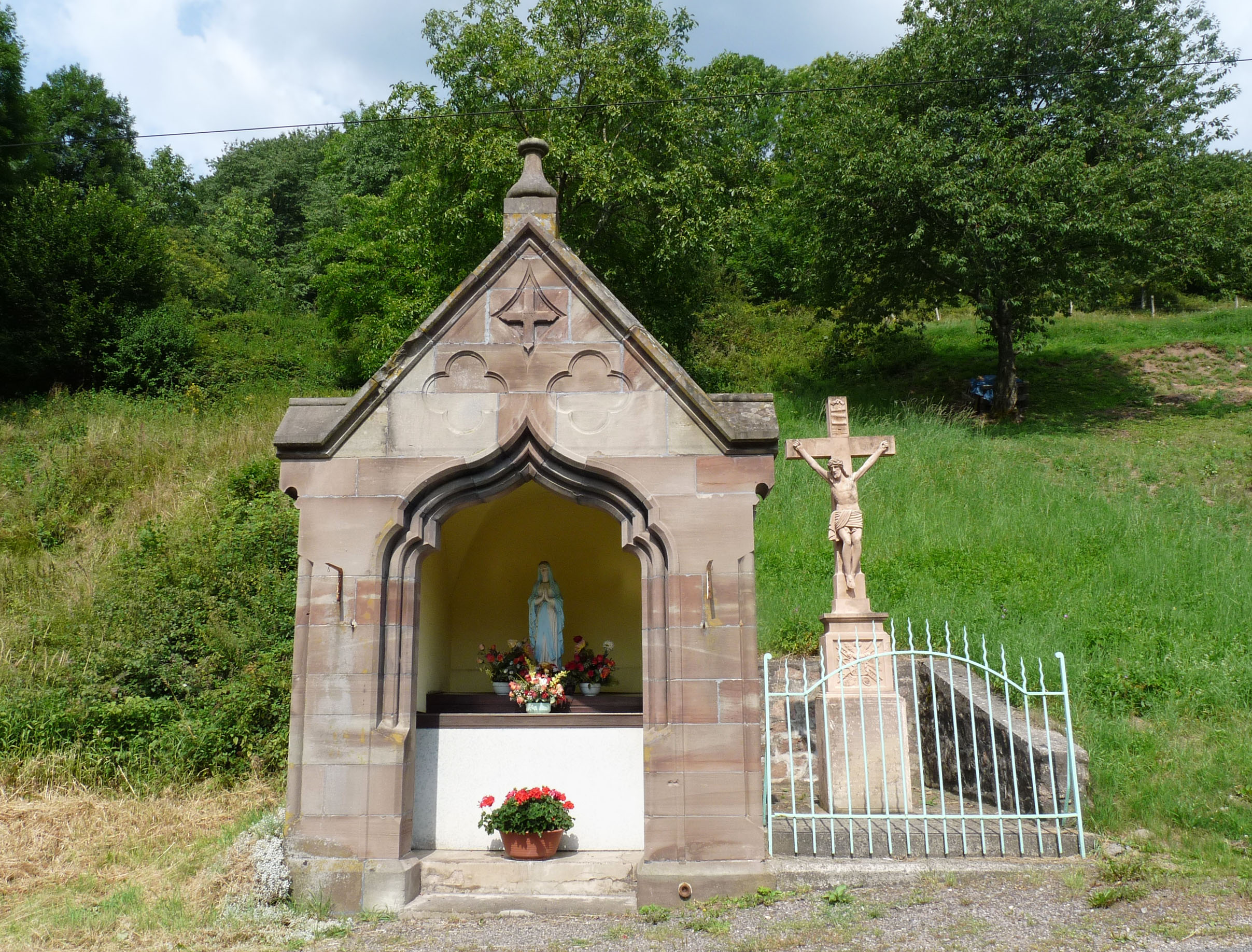
Часовня Нотр-Дам